# 佐川急便
佐川急便株式会社（さがわきゅうびん、英語: SAGAWA EXPRESS CO.,LTD.）は、本社を京都府京都市南区に置く宅配事業を手掛けるSGホールディングスグループの企業。

## 沿革
佐川急便の創業は、1957年（昭和32年）3月22日に佐川清が京都・大阪間を中心とする運送事業を興したことにある。
法人としての佐川急便は1965年（昭和40年）に設立され（公式サイトでは1966年（昭和41年）4月と表記）、まず北陸地方、近畿地方、中国地方、四国地方、九州地方に営業を拡大し、1988年（昭和63年）までに中部地方、関東地方、東北地方、北海道にも営業を拡大した。
佐川急便は、もともと特別積合せ事業が主体であり、宅配便業者としては認識されていなかった。1990年代の運輸省の宅配便事業者の中に名前が出てこないのはそのためである。
1998年（平成10年）、宅配便「佐川急便」を開始。宅配事業に参入した。
2006年（平成18年）3月21日付で、佐川急便が株式移転で純粋持株会社「SGホールディングス株式会社」を設立し、佐川急便など各事業会社を傘下に置いた。大手運送会社が持株会社制に移行するのはヤマト運輸系列の持株会社であるヤマトホールディングスに次いで2例目である。
創業50周年を迎えた2007年（平成19年）3月21日には、会社を表す絵として、それまでの江戸時代の飛脚を描いたものから、現代のセールスドライバーを描いた「新飛脚マーク」に変更した。宅配便のブランドとしての「佐川急便」を「飛脚宅配便」に変更、その他の「佐川」を冠した商品名は概ね「飛脚」に置き換えられた。ただし飛脚の絵は会社の社章でもあるので用途を限定して使用されている。同時に路線ドライバーによる営業店間の荷物の輸送（路線）などを行っていた「佐川ギャラクシーハイウェイズ」を吸収合併し、路線事業にも進出した。
2016年（平成28年）3月30日、SGホールディングスとともに株式会社日立物流と資本業務提携契約を締結。同年5月20日付で日立物流が当社株式の20%をSGホールディングスから譲り受け、当社は日立物流の持分法適用関連会社となった が、2020年（令和2年）9月29日に、SGホールディングスが当社株式を買い戻し、日立物流との資本関係を解消した。なお、日立物流との業務提携は継続する。

## 代表取締役社長
- 1992年（平成4年）〜2002年（平成14年） - 栗和田榮一
- 2002年（平成14年）〜2005年（平成17年） - 真鍋邦夫
- 2005年（平成17年）〜2009年（平成21年） - 栗和田榮一
- 2009年（平成21年）〜2012年（平成24年） - 平間正一
- 2012年（平成24年）〜2013年（平成25年） - 辻尾敏明
- 2013年（平成25年）〜2019年（令和元年） - 荒木秀夫
- 2019年（令和元年）〜 現在           - 本村正秀

## 宅配サービスの内容
物流と言っても様々な形態があり、佐川急便が行う宅配は物流の1分野である。
競合他社のヤマト運輸（宅急便）や日本郵便（ゆうパック）が、自社営業所（郵便局）の他、コンビニエンスストアや取次店と提携することで、発送窓口を設けているのと比べ、佐川急便はそうした取次店の発送窓口は少ない。また、営業拠点網も旧国営企業由来の日本郵便はおろか、純民間企業のヤマトに比べても非常に少ない。さらに、山間へき地や島しょ部（佐渡島、伊豆諸島 など）への発送については、「中継料」と称する追加料金を要するデメリットがある（宅急便やゆうパックでは不要）。
強力な営業活動や発送条件に融通が利くことから、発送個数の多い通信販売企業の利用や企業間取引が活発である。一方で、柔軟な時間指定が可能なため（ただし、宅配部門で深夜時間帯の配達が可能なのは佐川急便のみだったが、2010年（平成22年）5月をもってサービスは終了された）、個人の利用者も年々増加の傾向にある。しかし「飛脚便」に変更される2007年（平成19年）3月21日より指定時間はやや狭く、地域によってはライバル企業と比べて劣るものとなったが、深夜時間帯の指定配達は「飛脚TOP便」扱いで継続されている（ただし、2010年（平成22年）12月時点では「飛脚TOP便」は、受け取り側が法人に限定されるため、個人の受け取りは不可である）。
飛脚宅配便の規格を超える荷物は「飛脚ラージサイズ宅配便」（旧名称・佐川急便フリーサイズパッケージ→飛脚フリーサイズパッケージ）として「飛脚宅配便」と同様の地帯区分で運賃を設定している。
1999年（平成11年）にサービスを開始した「飛脚クール便」は、ニチレイロジグループ本社との提携により、同社グループの施設を利用することによって初期投資を抑えている。
その後、佐川急便もメール便事業に乗り出し、飛脚メール便の名称で行っている。一方、日本郵政公社がゆうメール（旧称：冊子小包郵便物）の大口割引率を引き上げた際には、これを逆利用する「飛脚ゆうメール」（旧名称「佐川ゆうメール」）を開始している。これは、佐川急便は集荷のみを行い、同社を差出人として日本郵便の統括支店に一括して差し出し（このため、返送時の還付先として、佐川急便の名称が本来の差出人と併せて表示される）、郵便のネットワークで配達するものである。ちなみに、本家の「ゆうメール」（2007年に冊子小包郵便物より改名）よりも「佐川ゆうメール」（2004年サービス開始）のほうが先である。
集荷・配達を担うドライバーの呼称「セールスドライバー」は、SGホールディングスが商標登録している（第4411039号）。このため、公式案内では「セールスドライバー®」と®マークが記載されている。ただし、同社ではそのような名前のサービスや商品は提供されていない。また、競合のヤマト運輸は同様のスタッフのことをセールスドライバーと呼んでいる。
2024年（令和6年）7月10日、スマートクラブの会員などを対象として、同年9月2日から置き配サービスを開始することを発表した。
2025年2月25日 - 不在で受け取れなかった飛脚宅配便を郵便局の窓口で受け取れるサービスを全国で提供開始。

## 専用貨物列車

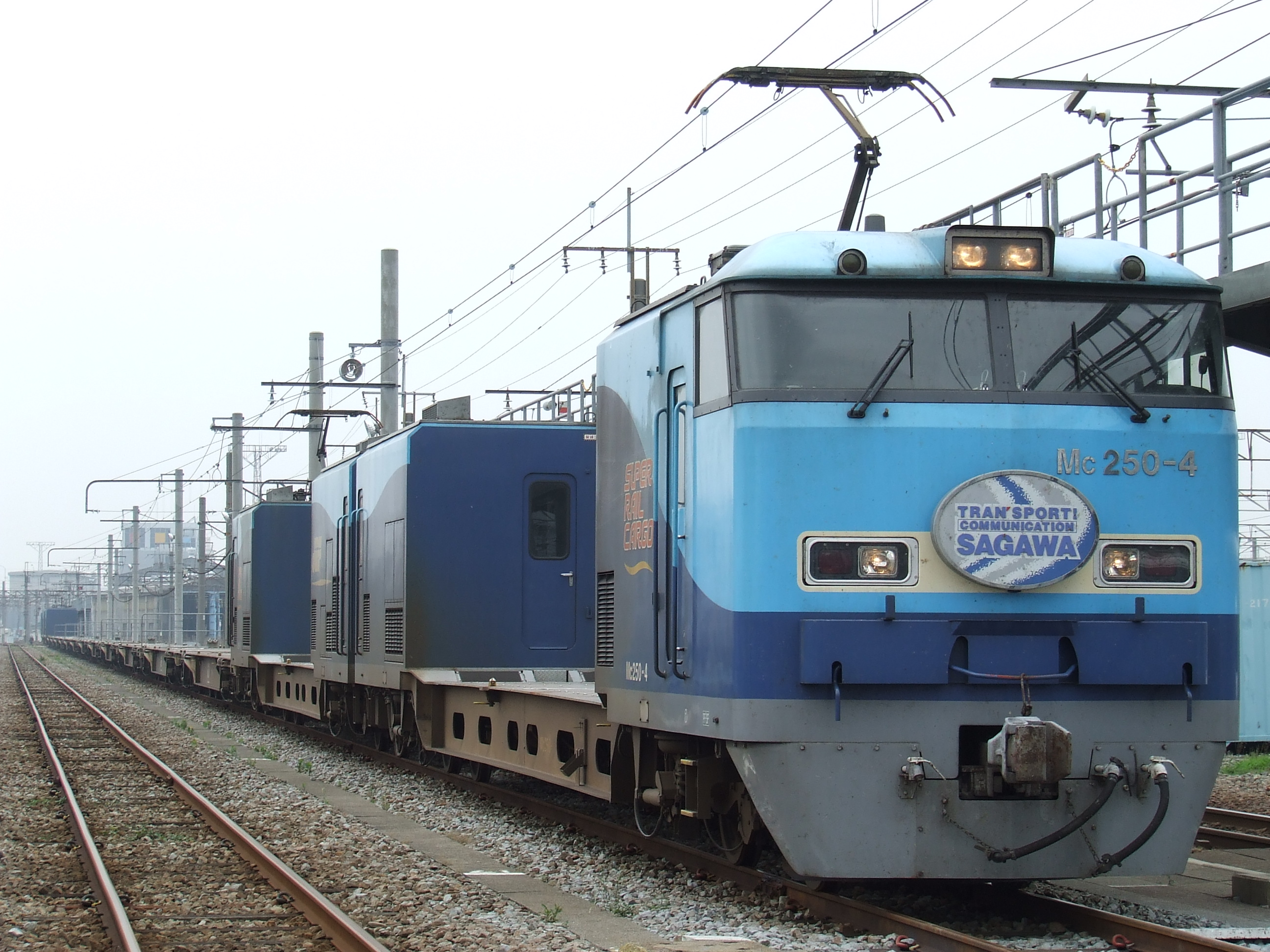
佐川急便専用貨物列車「スーパーレールカーゴ」

日本貨物鉄道（JR貨物）がM250系貨物電車（スーパーレールカーゴ）を用いて、東海道線経由で東京貨物ターミナル - 安治川口（大阪市此花区）間に運行する特急貨物コンテナ列車は、佐川急便専用の貨物列車となっている。

## グループ企業

### 日本国内

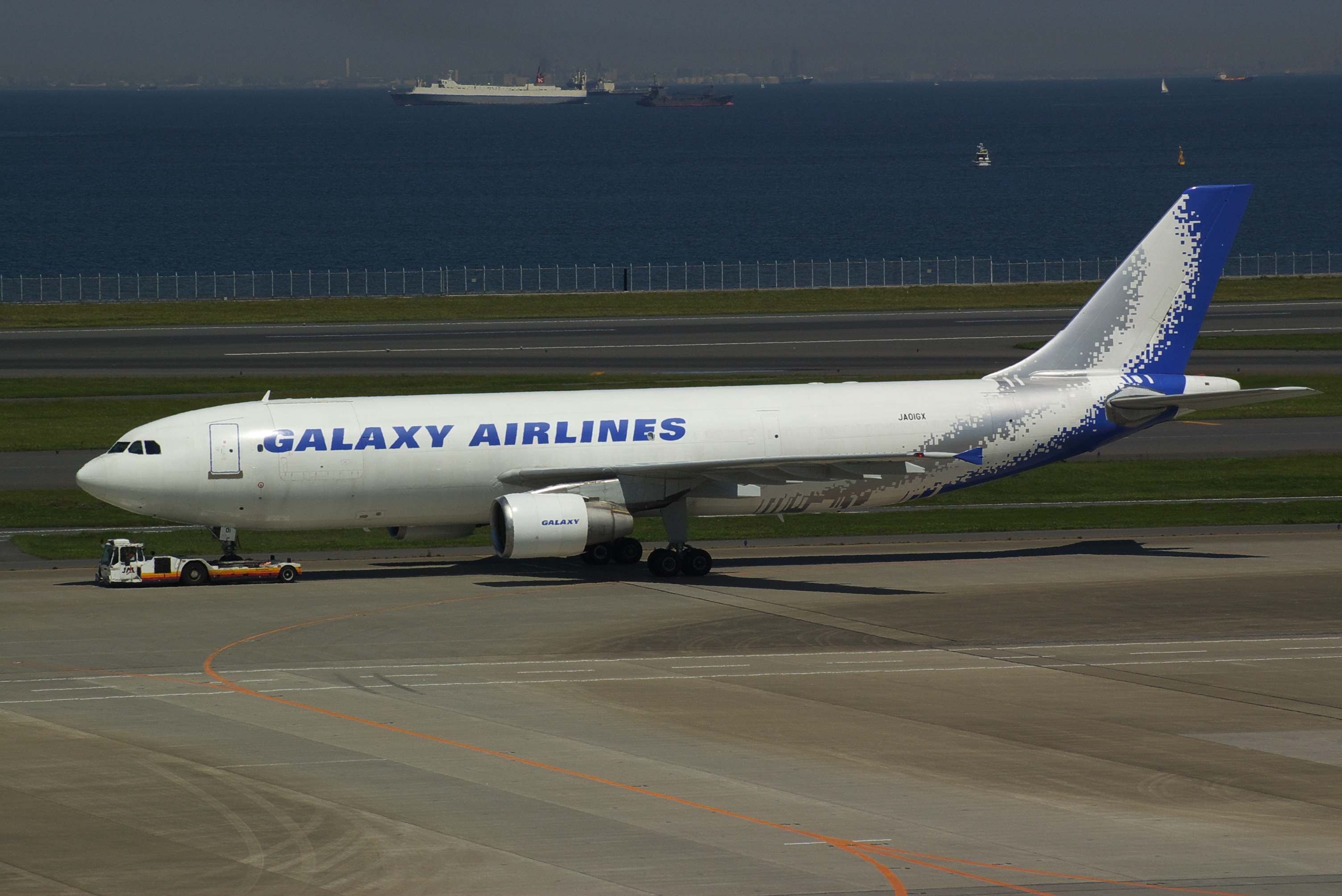
ギャラクシーエアラインズ(JA01GX)

- 佐川グローバルロジスティクス（2007年（平成19年）3月21日より佐川グローバルエクスプレスを吸収合併）
- SGシステム
- SGムービング（引越部門の分社子会社）
- SGモータース（旧社名；佐川ギャラクシーモータース・佐川自動車工業・佐川車体）
- 佐川林業（高尾100年の森：高知県香美市）

#### 過去
- 佐川グローバルエクスプレス（2007年3月21日に佐川グローバルロジスティクスに吸収合併）
- ギャラクシーエアラインズ（2008年（平成20年）10月に清算し会社解散）
- 佐川ギャラクシーハイウェイズ（幹線集約輸送の分割子会社。現在は佐川急便本体に合併）
- リバスター音産（1993年に会社解散）

## 車両
- 架装部門の子会社がいすゞ自動車と取引をしているため、いすゞ（エルフやギガを筆頭とする）車両が最も多く、その次は三菱ふそうトラック・バスである。[要出典]
- また、支社によっては日産自動車や日野自動車・トヨタ自動車[注釈 4]などの導入もある（一部富士重工業のサンバーバンも見られる）。
- 2014年には日産・アトラスをベースに開発された電気自動車e-NT400の実証運行に参加した[9]。
- 2021年4月、軽自動車規格の宅配用試作車を公開。中国・広西汽車集団が製造する電気自動車で、将来的に7200台を導入することとしている[10]。

### トラックの塗装
1990年代まではペールオレンジと濃青のトラックボディに飛脚マークと「佐川急便」の文字のみといった単純なものであった（最初期の天然ガス燃料使用のトラックも旧塗装であった）が、1997年の創業40周年を機に銀をベースとし、白・青色の波状のデザインのカラーの、銀河を基調にした新塗装車両が登場し、2001年より正式に採用された（これを「ギャラクシーカラー」と呼ぶ）。

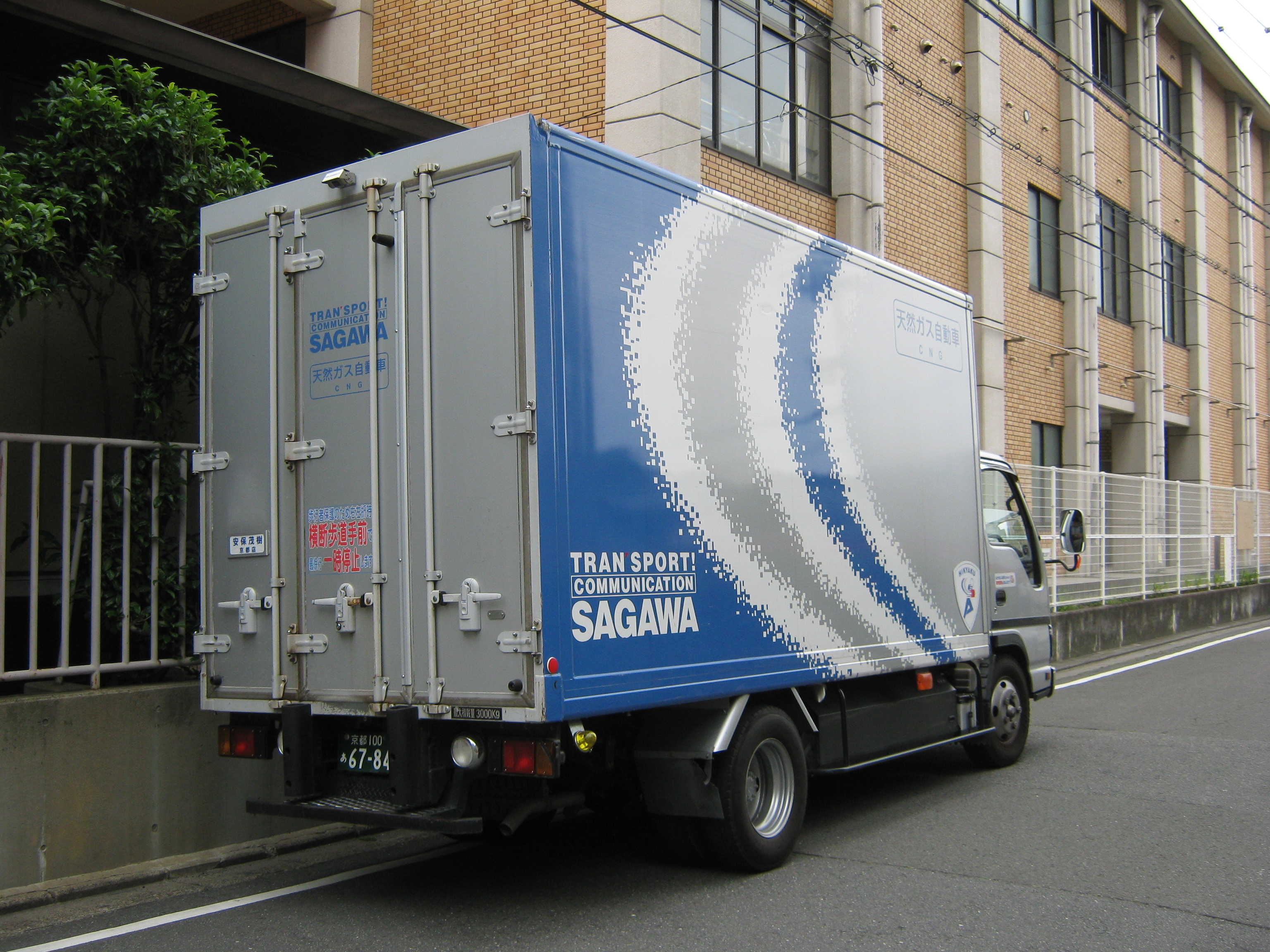
佐川急便トラック（ギャラクシーカラー）
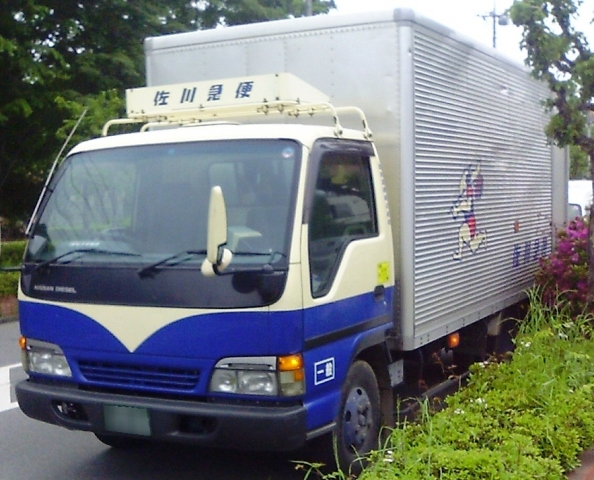
佐川急便トラック（旧塗装）
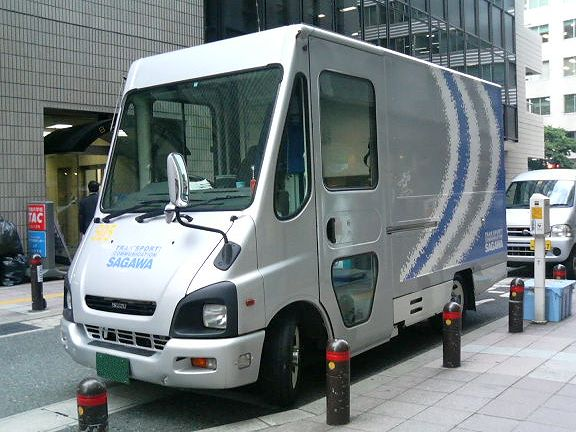
宅配便配送用車両

### 特徴
同社の営業所は、競合であるヤマトの宅急便センター（特に●●3丁目センターなど）や日本郵便の集配センターのように小規模な店舗を多数配置せず、比較的規模の大きな営業店を広域圏内に1店舗配置して広範囲を網羅する形式を取っている。しかしながら、都市部では近年「SC」と略されるサービスセンターの設置がなされ、ビル街など自動車より人力での配達が有力な地域での小規模店舗の展開が見られる。
1店舗の管轄するエリアが広域であるが故に、郡部など営業店からある程度離れた地域では、他社にはあまり見受けられない「ドッキング」と呼ばれる作業が行われる。これは、同社の集配方式に基づくもので、2tトラックで営業店より配達エリアへ荷物を輸送し、小荷物や個人宛の荷物を中心に軽自動車のへ積み替えを行う作業を指す。

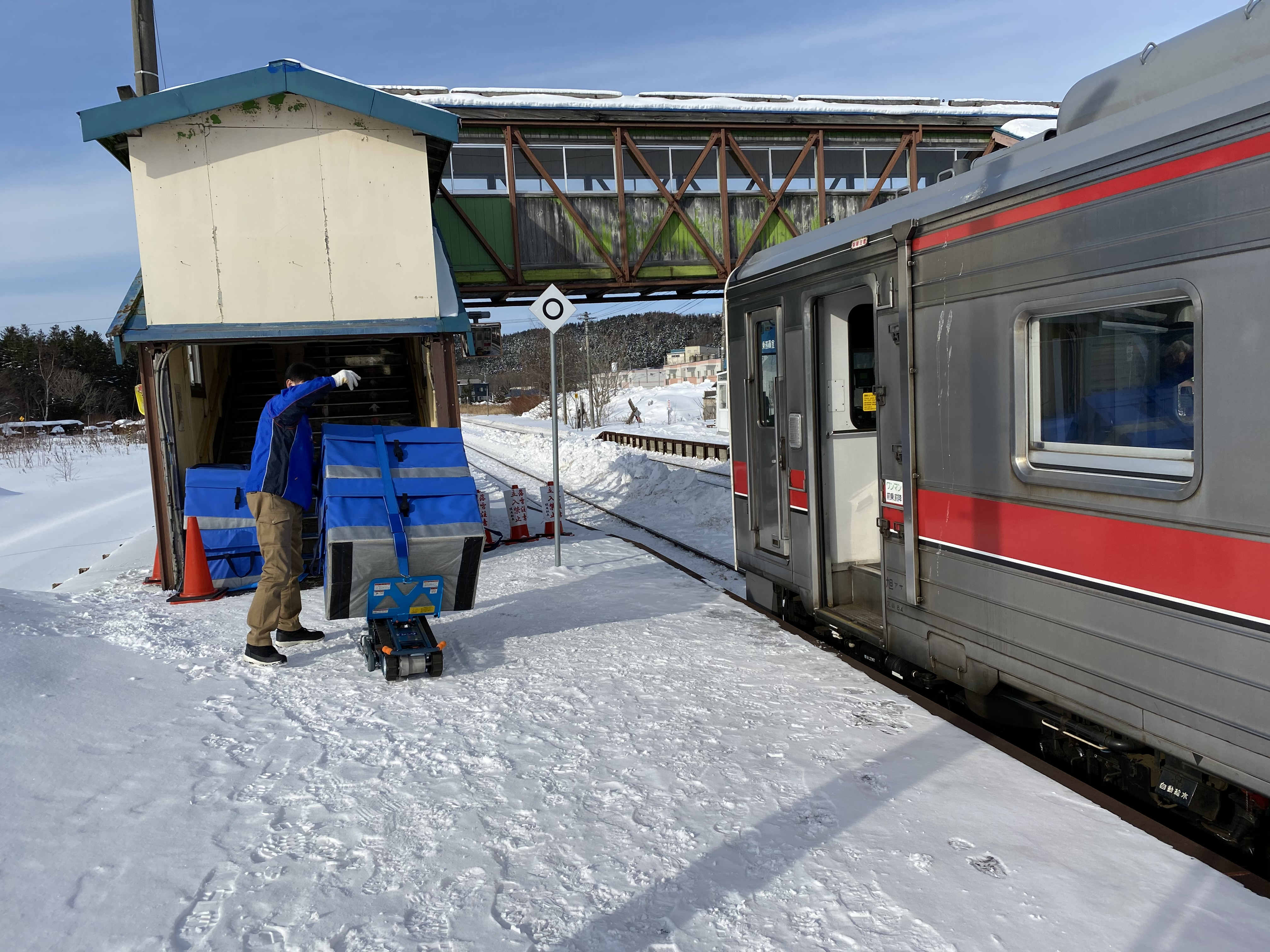
幌延駅に到着した列車から降ろされた佐川急便の荷物（2020年1月）

2017年11月1日には、北海道旭川市にて、地元のタクシー会社・旭川中央ハイヤー（現・旭川中央交通）と共同で戸別配送を行う貨客混載の事業にも着手した。また、2019年4月18日にはJR北海道及び天塩ハイヤーの両社と共同で宗谷本線の稚内 - 幌延間で鉄道とタクシーを利用した貨客混載事業を開始。稚内駅で列車に荷物を積み込み、幌延駅で天塩ハイヤーのドライバーが荷物を降ろして幌延町内の各家庭に配達する。

## 不祥事

### 汚職事件
1992年（平成4年）には、裏金を国会議員に渡して、政界工作を仕掛けた「東京佐川急便事件」を引き起こし、また2001年（平成13年）には奈良県警察を舞台とした汚職事件「奈良佐川急便事件」も発生した。
これを受け、その後、地域法人の完全統合（1992年（平成4年） 〜 1994年（平成6年）にかけて実施。また2002年（平成14年）には別件で佐川急便グループ23社を合併）、コンプライアンスの推進を行った。

### 虚偽登記事件
2002年（平成14年）12月25日、当時京都府議会の自由民主党府議団長だった森田喜兵衛が佐川急便の全役員を解任し、自らを代表取締役とするなど計6名が役員に就任するという虚偽の登記（登録印鑑変更も）が行われた。森田は現法人成立からしばらくの間実際に佐川急便の役員になっており、その後独立して京和運送を興したあとも取引があったが、2000年（平成12年）に取引をやめている。後日森田は逮捕に至り、解任登記された役員は翌2003年（平成15年）1月6日付で回復登記されている。

### 国の重要文化財破損
八戸市埋蔵文化財センター 是川縄文館が青森県野辺地町から借用した国の重要文化財「赤漆塗木鉢」を、八戸市から委託された佐川急便が野辺地町立歴史民俗資料館から縄文館への運搬中に破損した。

### 上司からの暴行・嫌がらせによる社員の自殺
東北支社仙台店（現：南東北支店仙台営業所）で経理などの担当者が、直属の上司からエアガンで撃たれたり、つばを吐きかけられたりする暴行や嫌がらせを受け、2011年（平成23年）12月にうつ病の診断を受けた。4日後に自宅で制服姿で自殺した。

### 不法駐車身代わり問題
東京営業所の運転手ら6人が、道路交通法の駐車違反での交通違反切符を免れるため、知人らを身代わり出頭させていたとして、2016年（平成28年）11月22日に、警視庁が刑法の犯人隠匿教唆と犯人隠匿の容疑で逮捕した。
同営業所では、約30人の運転手が身代わり出頭をしてもらったことがあると証言しており、営業所内で蔓延している可能性が出ている。
2017年（平成29年）3月3日には、都内8営業所の社員ら計44人を書類送検したことを警視庁が発表した。これまでに106人もの検挙者がでており、事件は他の営業所にまで広がりを見せている。

### 従業員による荷物投げ付け行為
従業員が荷物を投げるなどの不躾な行為を収めた動画がインターネットで公開され、佐川急便は謝罪と当該従業員の懲戒解雇を行った。

### 過労死問題
同社から配送業務を請け負っていた運送業の当時51歳の男性が、2009年に脳内出血で死亡。この男性の遺族は2019年に同社に対し、約4,500万円の損害賠償を求め大阪地方裁判所に訴訟を提起。この男性は死亡前の時間外労働が平均で月151時間に及んでおり、男性は個人事業主として同社と業務委託契約を締結していたが、遺族側は「実質的には会社の指揮下にあり、佐川には安全配慮義務があった」と主張し争っている。

## 佐川急便グループのスポーツクラブ
- SGホールディングスグループ陸上競技部
- SGホールディングスギャラクシースターズ
- SAGAWA SHIGA FC（2012年に休部）
  - 佐川急便東京SC
  - 佐川急便大阪SC
- 佐川急便中国サッカー部
- 中華人民共和国・広東佐川急便女子卓球クラブ

### スポーツ施設
- SGホールディングスグループ健康保険組合守山陸上競技場（滋賀県守山市）

### 所属スポーツ選手
- 山本亮（陸上競技部所属）

## 佐川急便グループにかつて属していたクラブ他
- 塩釜NTFCヴィーゼ（旧佐川急便東北サッカー部）
- MIOびわこ滋賀（旧佐川急便京都サッカー部）

## テレビ番組
- 日経スペシャル ガイアの夜明け 13億人に届けろ 〜中国に挑むニッポン式宅配〜（2003年9月16日、テレビ東京）[20] - 佐川急便と住友商事が、上海の貨物運送業大手である大衆交通と合弁して設立した、上海大衆佐川急便を取材。
- 知られざるガリバー〜エクセレントカンパニーファイル〜（2024年5月11日、テレビ東京）[21][22]

## CMモデル
- セイントフォー（1982年（昭和57年）頃）
- カール・ルイス (1986年 (昭和61年)頃)
- 野口五郎（1994年（平成6年）頃）
- 加藤ローサ（2005年（平成17年）頃）
- 福原愛
- 新井陽子
- 麻生久美子
- 上原多香子
- 米倉涼子[23]
- 織田裕二[24]
- 戸田恵梨香（2020年～2021年）
- 松本潤（2022年〜2022年12月）[25]

## 提供番組

### 現在
- テレビ
  - 比叡の光（KBS京都）※一社提供
  - 1億人の大質問!?笑ってコラえて!（日本テレビ）
  - シューイチ（同上）
  - 報道ステーション（テレビ朝日、金曜→木曜・全国ネット、隔週の前半枠と後半枠。2013年4月より2014年9月までは金曜、2014年10月からは木曜）
  - Mr.サンデー（フジテレビ・関西テレビ共同制作、2019年10月 - SUBARUから引き継いだ）
  - ワールドビジネスサテライト（テレビ東京、2013年4月より）
  - ニュースモーニングサテライト（同上、6時台後半）
  - THE TIME,（TBS、木曜・全国ネット）
- ラジオ
  - 2019年11月現在なし。

### 過去
- テレビ
  - 日本民謡決定版（東京12チャンネル）※第1期・第2期共に一社提供
  - 日本縦断・民謡大全集（東京12チャンネル）※一社提供
  - FNNニュースレポート23:00・FNNニュースレポート23:30（フジテレビ系・放送当時日曜を除き隔日）
  - 情報プレゼンター とくダネ!（フジテレビ系）
  - 水曜20時のドラマ・時代劇（フジテレビ系）
  - 新報道プレミアA（フジテレビ・関西テレビ共同制作）
  - めざましどようび（フジテレビ系、現在は森永乳業に交代。）
  - 土曜プレミアム（フジテレビ系）
  - ビートたけしのTVタックル（テレビ朝日）
  - 伊東家の食卓（日本テレビ）
  - 所さんの目がテン!（日本テレビ）
  - 日経スペシャル ガイアの夜明け（テレビ東京）
  - 出没!アド街ック天国（テレビ東京、一時期、同業他社の『ヤマト運輸』がスポンサーに付いていた。）
  - NEWS ZERO（日本テレビ、隔日）
  - クイズプレゼンバラエティー Qさま!!（テレビ朝日、2011年4月 - 2013年3月、降板後報道ステーションに移行）　
  - ザ!鉄腕!DASH!!（日本テレビ、ゴールデン移行当初。1998年4月12日 - 2007年3月。現在は番組のメイン出演者がかつてCMキャラクターを務めていた『ヤマト運輸』が2010年4月からスポンサーに付いている。）
  - こてんこてんこ（テレビ東京）
  - おねがいマイメロディ（テレビ大阪、第1シリーズ。配達人の服装が佐川カラーだった。）
- ラジオ
  - パープル・エクスプレス（文化放送）
  - ゴールデン・ワイド（TBSラジオ、火曜）
    - サブちゃんの演歌街道まっしぐら

  - 佐川急便Music Souvenir（TOKYO FM・JFN系各局 2006年4月 - 2008年3月）※一社提供
  - 佐川急便presents 山崎まさよし「音届〜SEND ONE-MUSIC〜」（TOKYO FM・JFN系各局 2008年4月 - 2010年3月）※一社提供
  - 佐川急便presents ココロの宅配便（TOKYO FM・FM OH!・@FM）※一社提供

## その他
- オリンピックの選手強化キャンペーンのスポンサーであった時期もあり、現在でもチーム・マイナス6%に参加している。
- 2006年（平成18年）7月3日には、災害時の救援物資輸送の体制を確立するため、日本赤十字社・ローソンと「救援物資搬送協定」を締結した。
- 東京都などでの、近距離トラックなどでは、いち早く天然ガス自動車を採用している。[要出典]
- 2017年3月期まで決算期は3月21日から翌年3月20日までとなっていた。2018年3月期以降は一般企業に合わせる形で3月31日に期末を変更した[26]。
- 2009年（平成21年）7月9日より配送車両全車を車内禁煙にした。運送会社では初めての試みである。
- 北海道支社（現：北海道支店）の開所イベントには、近隣住民達をヘリコプターでの遊覧飛行・オリジナルグッズ（下敷きなど）のプレゼントも行った。また、夏季には、駐車場での祭りも開催された。[要出典]

## 出身者
- 渡邉美樹 - ワタミ元会長。東京支社（現：関東支店）管内に在籍していた。
- 高橋がなり - ソフト・オン・デマンド元社長。国立ファーム社長。東京支社（現：関東支店）管内に在籍していた。
- 仲野信市 - 元プロレスラー。レッスル夢ファクトリーより勤務。引退後に正社員となった。
- 藤王康晴 - 元プロ野球選手（中日ドラゴンズ・日本ハムファイターズに在籍）引退後佐川急便に入社し一旦退社。その後2007年（平成19年）に再入社し現職。2012年（平成24年）まで中京支社（現：中京支店）管内に在籍。現在は矢場とんに転職。
- 杉本凌士 - 俳優。
- 鎌田正彦 - SBSホールディングス代表取締役社長。8年間ドライバーとして働いていた。
- 畑中みゆき - フリースタイルスキー・モーグル選手。北海道支社（現：北海道支店）管内に在籍していた。
- 藤岡奈穂子 - 女子プロボクサー。アマチュア時代東北支社（現：南東北支店）管内に在籍していた。
- 高橋賢次 - SASUKEの有力選手。
- 鈴木龍平 - Upperleft株式会社社長。
- 玉野宏昌 - 元プロ野球選手

## 関連書籍
- 『ふりむけば年商3千億 佐川急便成長の核心』（著者:佐川清）（1986年12月5日、読売新聞社）ISBN 9784643549904
- 『佐川急便残酷経営学』（著者:安藤政秀）（1987年8月25日、エール出版社）ISBN 9784753907786
- 『佐川急便を内部告発する 元幹部が明かす知られざる実態』（著者:浜田洋祐）（1989年11月28日、あっぷる出版社）ISBN 9784871770637
  - 『佐川急便を内部告発する 元幹部が明かす知られざる実態』（著者:浜田洋祐）（1992年3月19日、あっぷる出版社）ISBN 9784871770941
- 『「飛脚」はどこへ向かって走るのか 佐川急便の経営戦略と未来』（著者:舘沢貢次）（1990年10月21日、現代書林）ISBN 9784876204045
- 『東京佐川渡辺帝国崩壊』（著者:舘沢貢次）（1992年4月23日、ぴいぷる社）ISBN 9784893740595
- 『佐川急便の犯罪 何故、政治家は佐川マネーに群がったのか？』（著者:山本峯章）（1992年5月1日、ぱる出版）ISBN 9784893862471
- 『佐川清 佐川マネーはこうしてできた！』（著者:山下剛 坂口義弘）（1992年7月1日、ぱる出版）ISBN 9784893862860
- 『佐川のカネ食った悪徳政治家 与野党汚染の恐るべき実態！』（著者:菊池久）（1992年8月25日、山手書房新社）ISBN 9784841300505
- 『佐川急便事件 “飛脚便"が運んだ黒い金』（編:日本共産党）（1992年11月10日、日本共産党中央委員会出版局）ISBN 9784530043652
- 『巨悪を逃がすな！(第2弾) 佐川のカネ食った悪徳政治家』（著者:菊池久）（1992年11月10日、山手書房新社）ISBN 9784841300673
- 『小説 佐川疑獄』（著者:大下英治）（1993年1月22日、ぴいぷる社）ISBN 9784893740717
  - 『小説 佐川疑獄』（著者:大下英治）（1993年8月15日、徳間書店 徳間文庫）ISBN 9784195676646
- 『激争 中曽根VS金・竹・小 佐川疑獄と国際エネルギー利権抗争』（著者:木村愛二）（1993年5月7日、汐文社）ISBN 9784811301525
- 『佐川急便事件の真相』（著者:佐高信 伊東秀子）（1993年9月20日、岩波書店）ISBN 9784000032513
- 『知事の背信 新潟県政と佐川急便事件』（著者:新潟日報報道部）（1993年10月25日、潮出版社）ISBN 9784267013409
- 『よみがえる佐川急便 まる裸の佐川帝王学』（著者:松家靖）（1995年11月16日、総合法令出版）ISBN 9784893464972
- 『不死鳥・佐川急便 不滅の帝王学』（著者:松家靖）（1998年3月3日、紫翠会出版）ISBN 9784916007261
- 『絶望！佐川急便に明日はない！』（著者:松家靖 佐川清）（1999年1月10日、ゴマブックス）ISBN 9784907710354
- 『青年社長 上』（編:飛鳥新社編集部）（1999年2月25日、ダイヤモンド社）ISBN 9784478930359 - [注釈 6]
- 『佐川急便の大変身 SD（セールスドライバー）を核とした「高収益経営」の秘密』（著者:舘沢貢次）（1999年3月15日、オーエス出版）ISBN 9784757300200
- 『告発!!佐川急便の乱脈経営を糾弾する！ 5万社員を食いものにする腐敗幹部の悪業の実態』（著者:佐川清）（2001年2月15日、たま出版）ISBN 9784812701409
- 『佐川急便 再建3650日の戦い 4万人の意識革命』（著者:「財界」編集部）（2003年7月10日、財界研究所）ISBN 9784879320308
- 『ブラック社員がこんなに！動く 佐川急便の『マネジメント』』（著者:「財界」編集部）（2011年1月21日、東邦出版）ISBN 9784809409202
- 『佐川萌え』（著者:坂口さゆり）（2012年5月26日、ジュリアン）ISBN 9784864570039
- 『佐川男子』』（編:飛鳥新社編集部）（2012年8月16日、飛鳥新社）ISBN 9784864101820 - [注釈 7]